# Варпаярви (озеро, бассейн Сюскюянйоки)
Ва́рпая́рви (фин. Varpajärvi), Танковое — озеро на территории Лоймольского сельского поселения Суоярвского района Республики Карелия.

## Общие сведения
Площадь озера — 2,3 км², площадь бассейна — 11,1 км². Располагается на высоте 89,0 метров над уровнем моря. Котловина ледникового происхождения.
Форма озера лопастная, слегка вытянутая с северо-запада на юго-восток. Берега каменисто-песчаные, отчасти заболоченные. В залив северо-восточной части озера впадает безымянный ручей, текущий из озёр Кимаярви и Валкамаярви.
Из южной оконечности озера вытекает небольшой ручей Варпаоя (фин. Varpaoja), который, втекая в озеро Плотина-Мустаярви (фин. -Plotina-Mustajärvi), вытекает из него уже под названием Салмиламменоя (фин. Salmilammenoja). Затем, протекая через озеро Салмилампи (фин. Salmilampi), вытекает из него снова под названием Варпаоя (фин. Varpaoja). Затем, протекая через озёра Сууриярви (фин. Suurijärvi), Воккалампи (фин. Bokkalampi), Ломалампи (фин. Lomulampi (Lomalampi)) и Маткалампи (фин. Matkalampi), ручей Варпаоя втекает в реку Хейняйоки (озеро Вируккалампи (фин. Viirukkalampi)), которая уже впадает в озеро Сюскюярви.
На озере восемь безымянных островов, самый крупный из которых расположен в юго-восточной части озера. Общая площадь островов 0,16 км².
Рыбы: щука, плотва, окунь, ёрш.
Населённые пункты близ озера отсутствуют. Ближайшие — посёлки Кясняселькя и Райконкоски — расположены от озера, соответственно, в 18 км к юго-востоку и в 20 км к северо-западу.
Код водного объекта в государственном водном реестре — 01040300211102000013612.
Название озера переводится с финского языка как «прут-озеро».